# نام وو هیون
نام وو هیون (انگلیسی: Nam Woo-hyun؛ زادهٔ ۸ فوریهٔ ۱۹۹۱) خواننده و بازیگر اهل کره جنوبی است. وی از سال ۲۰۱۰ میلادی تاکنون مشغول فعالیت بوده‌است.